# Schnaubenbürste

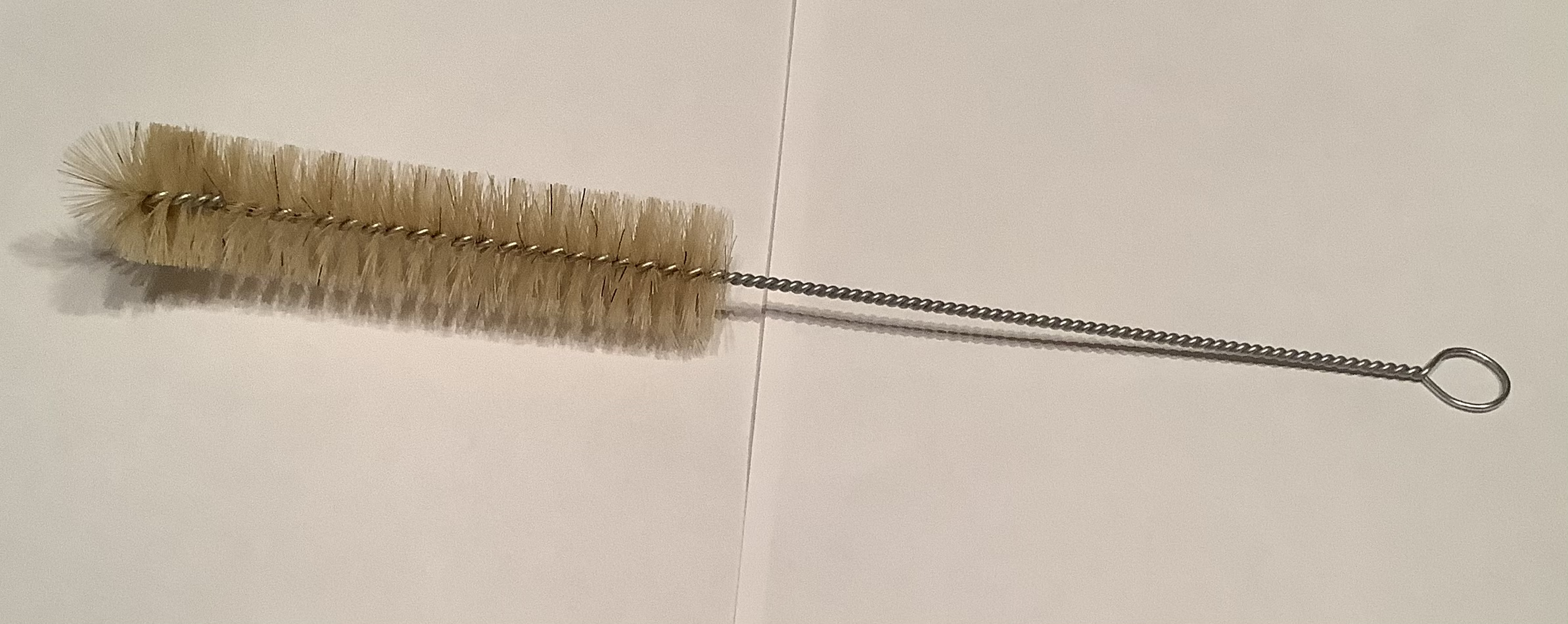
Schnaubenbürste

Als Schnaubenbürste oder Tüllenbürste bezeichnet man eine gedrehte Bürste in konischer Form, deren freies Drahtende meist als Stiel dient. Der Besatz kann aus Natur- oder Kunstborsten sein. Sie ist konstruiert zur Reinigung der Schnauben bzw. Ausgießer an Kannen und anderen Gefäßen wie etwa Reagenzgläsern und hat noch weitere Einsatzzwecke.